# Echinopepon arachoideus
Echinopepon arachoideus là một loài thực vật có hoa trong họ Cucurbitaceae. Loài này được (Dieterle) A.K.Monro & Stafford mô tả khoa học đầu tiên năm 1998.